# (1049) Gotho
(1049) Gotho est un astéroïde de la ceinture principale découvert le 14 septembre 1925 par l'astronome allemand Karl Reinmuth à l'Observatoire du Königstuhl près de Heidelberg. Sa désignation provisoire était 1925 RB. L'origine de son appellation est inconnue.
Sa distance minimale d'intersection de l'orbite terrestre est de 1,707830 ua.